# Вепорський потік
Вепорський потік (словац. Veporský potok) — річка; права притока Кленовської Рімави, протікає в окрузі Рімавська Собота.
Довжина приблизно 11,2—11,8 км. Витік знаходиться в масиві Балоцькі верхи — на висоті приблизно 1120 метрів.
Протікає територією села Кленовєц.. Впадає в Кленовську Рімаву на висоті приблизно 395—400 метрів.